# بلور کلوئیدی

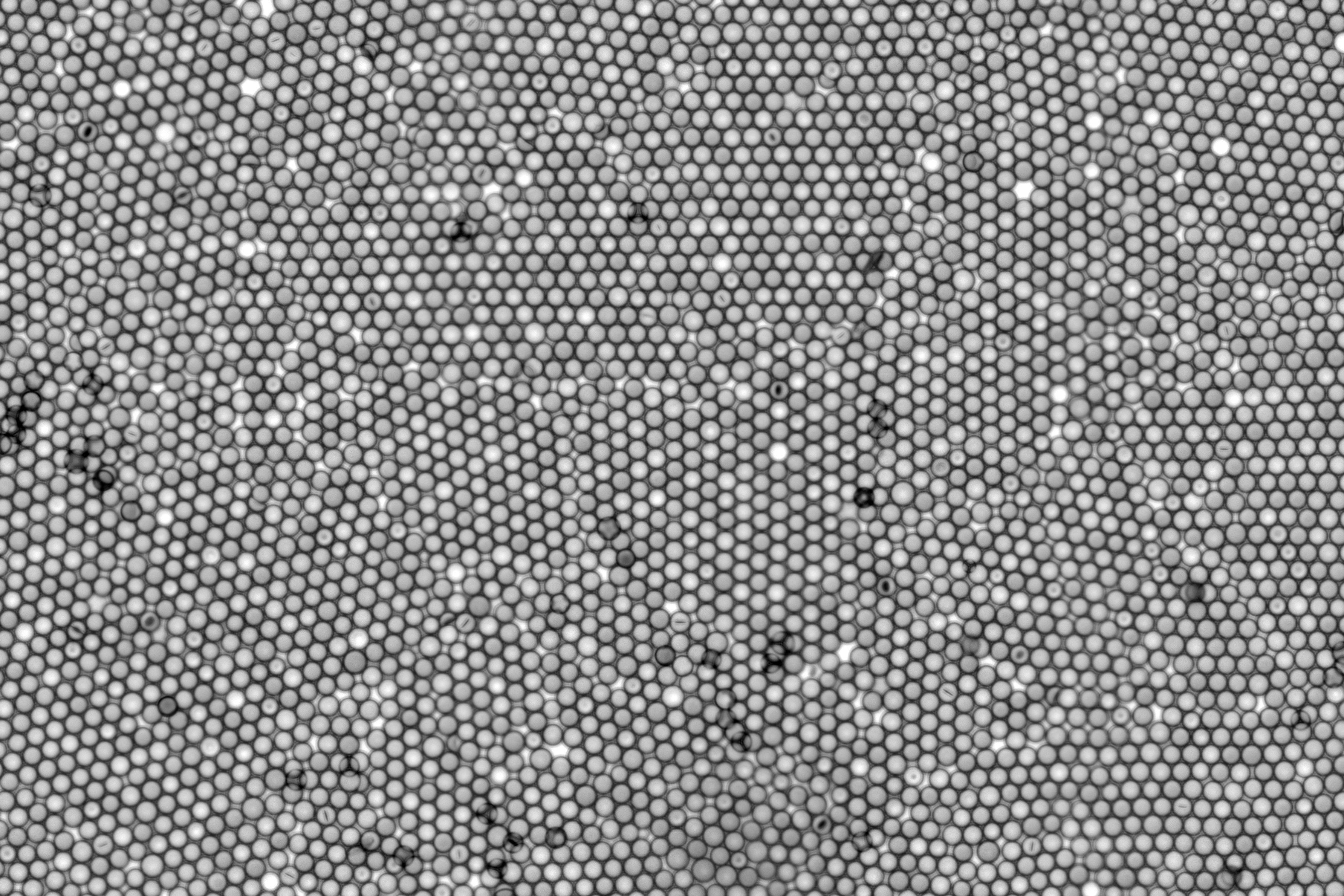
مجموعی از کریستال‌های کلوئیدی دو بعدی و دانه‌های بین آن‌ها. ذرات کروی شیشه‌ای (با قطر μm۱۰)در آب.

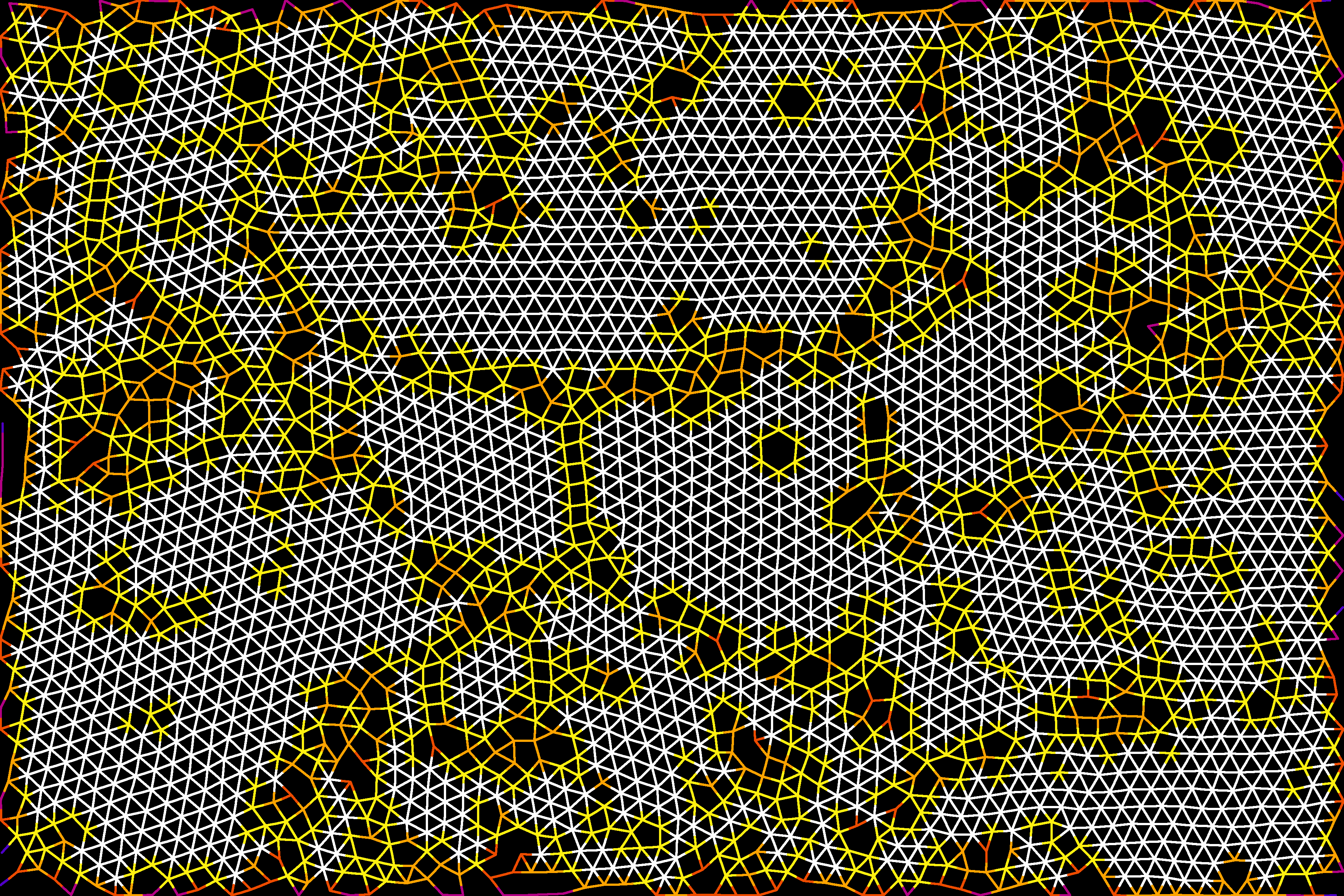
اتصال بین بلورها در بلورهای کلوئیدی بالا. اتصال‌ها در سفیدی نشان می‌دهند ذره شش همسایه با فاصله یکسان دارد، پس یک قسمت از دامنه کریستالی را تشکیل می‌دهد.

بلور کلوئیدی یا کریستالوئید (به انگلیسی: Colloidal crystal) یک آرایه بسیار منظم از ذرات است که می‌تواند به صورت یک رشته طولانی (به‌طور معمول در حدود چند میلی‌متر تا یک سانتی‌متر) تشکیل شده و مشابه همتای اتمی یا مولکولی آن‌ها بنظر می‌رسد.
یک مثال طبیعی از این پدیده را می‌توان در اپال قیمتی یافت که در آن گلوله‌های سیلیکا تحت فشاری متوسط، یک ساختار بسته بخود می‌گیرند. ذرات حجیم یک بلور کلوئیدی بستگی به ترکیب بندی، اندازه ذره، آرایش بسته‌بندی و درجه نظم بستگی دارد. کاربردهایی از جمله فوتونیک‌ها، پردازش مصالح، و مطالعه خود منتاژی و انتقال فاز.

## مقدمه
یک کریستال کلوئیدی یک آرایه بسیار منظم از ذرات است که می‌تواند به صورت یک رشته طولانی تشکیل شود (حدود یک سانتیمتر). این آرایه‌ها در ظاهر مشابه زیرساختار اتمی یا مولوکولی آن‌ها با در نظر گرفتن مقیاس مناسب هستند. یک مثال طبیعی از این پدیده می‌تواند در اوپال قیمتی یافت شود، که قسمت‌هایی عالی از رنگ طیفی خالص مه نتیجه شده از قسمت‌های بسته بنده شده کرات کلوئیدی از {\displaystyle {\ce {SiO2}}} می‌باشند. ذرات کروی در استخرهای بسیار سیلیسی نقش دارند و بعد از سال‌ها ته‌نشینی و فشرده شدن تحت نیروهای گرانشی و هیدرواستاتیکی نقش می‌گیرند. آرایش‌های تناوبی ذرات کروی مشابه حفره‌های بینابینی می‌باشند که به عنوان یک توری تراش طبیعی برای امواج نوزی در کریستال‌های فوتونی عمل می‌کنند، به خصوص وقتی فاصله میان بافتی هم اندازه موج نوری است.

## ریشه
ریشه‌های بلورهای کلوئیدی به خواص مکانیکی خاک‌های بنتونیت، و خواص نوری لایه‌های شیلر در خاک‌های اکسید آهن برمیگردد. تصور می‌شود این خواص به آرایش ذرات معدنی موندیسپرس بستگی دارد. کلوئید موندسیپرسی که توانایی تشکیل آرایش منظم دوربرد که در طبیعت موجود است را دارد. اکتشاف استنلی از اشکال کریستالی ویروسی تنباکو و گوجه مثال‌های ارائه شده از این هستند. با استفاده از روش‌های انکسار اشعه ایکس، متعاقباً اینطور مشخص شده بود که وقتی با سانتریفیوژ از تعلیق آب رقیق فشرده می‌شد، این ذرات ویروسی اغلب خودشان را به آرایه‌های بسیار منظم شکل می‌دادند.
ذرات میله شکل در ویروس موزائیک توتون و تنباکو ممکن است یک شبکه دو بعدی مثلثی تشکیل دهند. در ۱۹۵۷، یک نامه که اکتشاف یک «ویروس قابل بلورسازی حشره» را توضیح می‌داد در روزنامه طبیعت (Nature) به چاپ رسید. این نوع از آرایش منظم همچنین در آرایه منظم سوسپانسیون‌های سلولی دیده می‌شود. محتوای محدود مواد ژنتیکی، یک محدودیت در اندازه پروتئین قائل می‌شود که باید کدگذاری شوند. با توجه به فعل و انفعالات کولمبیک (Coulombic) دافعه الکتریکی مولکول‌های متصل در محیط آبی می‌تواند روابط کریستال مانند طولانی را نشان دهند. در تمام موارد طبیعی، حالت رنگین کمانی بر اثر پراش و تداخل سازنده امواج نوری مرئی به وجود آمده‌است.
به علت نادر بودن و خواص پاتولوژیک، نه اپال و نه هیچ‌یک از ویروس‌های اورگانیکی در آزمایشگاه‌های علمی رایج نیستند. تعداد آزمایش‌هایی که فیزیک و شیمی این بلورهای کلوئیدی را اکتشاف می‌کنند، به عنوان نتیجه این روش‌های ساده که طی ۲۰ سال برای آماده‌سازی کلوئید موندوسپرس مصنوعی تکامل یافتند، هم پلیمر و هم معدنی، توسط مکانیزم‌های متنوع پیاده‌سازی و حفظ شکل‌گیری رشته طولانی شان در کنار یکدیگر قرار گرفته‌اند.

## روند
بلورهای کلوئیدی توجه بیشتری به خود جذب می‌کنند، بیشتر به خاطر مکانیزم ترتیب و خود منتاژی، حرکت سازنده، ساختارهای مشابه بلورهایی که در ماده تغلیط شده مشاهده شده، هم با مایعات و هم با جامدات، و ساختار انتقال فازی که دارند. تعادل فاز با زمینه شباهت‌های فیزیکی انگاشته می‌شود، با مقیاس مناسب، برای جامدات الاستیک. مشاهدات فاصله جدایی بین ذره‌ای یک کاهش در نظم را نشان می‌دهد. این امر باعث ارزیابی مجدد باورهای لانگمویر راجع به وجود جزء جاذب طولانی در پتانسیل بین ذره‌ای می‌باشد.
بلورهای کلوئیدی در بلورهای فونوتیک و نورشناسی کاربرد پیدا کردند. فونوتیک علم تولید، کنترل و شناسایی فوتون هاست، به خصوص در امواج مرئی نزدیک به مادون قرمز، ولی تا فرابنفش نیز وسعت پیدا می‌کند، مادون قرمز و بخش دور IR از. طیف الکترومغناطیسی. علم فوتون‌ها شامل انتشار، انتقال، تقویت، یافتن، و تعویض امواج نوری طی یک برد طولانی از فرکانس‌ها و طول موج هاست. دستگاه‌های فوتونی، شامل ترکیبات الکترونوری مثل لیزرها و فیبر نوری است. کاربردهایش شامل اشراق، ارتباط از راه دور، پردازش اطلاعات، طیف‌سنجی، هولوگرافی، پزشکی، نظامی، کشاورزی و رباتیک می‌باشد.
ساختار کلوئیدی چندبلوری به عنوان عناصر پایه علم مواد کلوئیدی زیرمیکروکتری شناخته شده‌است. خودمنتاژی مولکولی در سیستم‌های بیولوژیکی متنوعی مشاهده شده‌است و زمینه تشکیل طیف گسترده‌ای از ساختارهای بیولوژیکی پیچیده شده‌است که شامل ظهور دسته‌ای از بیومتریال‌های برتر مکانیکی بر اساس ویژگی‌ها و طرح‌های ریزساختار موجود در طبیعت نیز می‌باشد.
خواص مکانیکی اصلی و ساختارهای سرامیک‌های بیولوژیکی، کامپوزیت‌های پلیمری، الاستومر، دوباره با تاکیر بر مواد بیواینسپایرد و ساختارها مورد ارزیابی واقع می‌شود. روش‌های سنتی در سطح روش‌های مواد بیولوژیکی با استفاده از مواد مصنوعی متداول تأکید دارند. مصارف با سنتز مواد بیواینپایرد توسط پروسه‌هایی که خواص سیستم بیولوژیکی در طبیعت هستند شناسایی می‌شوند که شامل خودمنتاژی اجزا در مقیاس نانو و توسعه ساختارهای سلسله‌ای نیز می‌باشد.

## کریستال‌های توده‌ای

### تجمع
تجمع در پراکندگی کلوئیدی با درجه جاذبه بین ذره‌ای مشخص می‌شود. برای جاذبه‌های قوی که مربوط به انرژیِ گرمایی، حرکت براونی ساختارهای برگشت‌ناپذیر لخته با نرخ رشد محدود شده توسط میزان انتشار ذرات تولید می‌کند که منجر به توصیفی با استفاده از این پارامترها به عنوان درجه منشعب بودن شده‌است. مدل رشد قابل برگشت است با تغییر مدل تجمع خوشه خوشه با انرژی جاذبه بین ذرات محدود ساخته شده‌است.
در سیستم‌هایی که نیروهای جاذبه تا حدی میانگیر گرفته شده‌اند، به یک تعادل از نیروها به تعادل جدایی فاز هدایت شده‌اند، که ذراتش با پتانسیل شیمیایی برابر در دو فاز ساختاری متمایز همزیست هستند. نقش فاز منظم به عنوان یک جامد کلوئیدی الاستیک با تغیر شکل الاستیکشان به علت نیروای جاذبه مشاهده می‌شوند. این تغییر شکل می‌تواند با اعوجاج از پارامتر شبکه، یا فاصله بین ذرات اندازه‌گیری شود.

### ویسکوزیته
شبکه‌های منظم تناوبی مثل مواد جامد ویسکوالاستیک خطی وقتی در در معرض تغییر شکل مکانیکی دامنه کوچک قرار دارند رفتار می‌کنند. گروه اکانو به صورت تجربی مدول برشی را به فرکانس حالت برشی ایستاده با استفاده از تکنیک‌های تشدید مکانیکی در برد مافوق صوت (۴۰ تا ۷۰ کیلوهرتز) مربوط کرد. در آزمایش‌های نوسانی در فرکانس‌های پایین‌تر (کمتر از ۴۰ هرتز)، حالت بنیادی لرزش به خوبی چندیدن فرکانس بالاتر لایه‌های جزئی مشاهده شدند. از لحاظ ساختاری، بیشتر سیستم‌ها یک ناپایداری واضح به تشکیل محیط‌های تناوبی که نسبتاً کوتاه هستند نشان می‌دهند. علاوه بر یک دامنه بحرانی از نوسان، تغییر شکل پلاستیکی حالت اولیه بازارایی ساختاری می‌باشد.

### انتقال فاز
تعادل انتقال فاز یم معادله حالت است، و سینتیک تبلور کلوئیدی به‌طور کلی مطالعه شده که به توسعه چندین روش کنترل خود منتاژی ذرات کلوئیدی منجر شده. برای مثال‌هایی از این قبیل می‌توان به اپیتکسی کلوئیدی و تیکنیک‌های کاهش جاذبه مبتنی بر فضا، و مصرف گرادیان‌های دمایی برای تعریف گرادیان غلظت اشاره کرد. این تا حدودی خلاف قوانین است، چرا که دما دما نقشی در تعیین نمودار فاز سخت حوضه ندارد. اگرچه، بلورهای تنهای سخت حوضه (خدود سه میلی‌متر) از یک نمونه در رژیم غلظت که در غیاب گرادیان دما در حالت مایع باقی می‌ماند گرفته شده‌است.

### پراکندگی فوتونها در بلور
استفاده از یک بلور کلوئیدی واحد، پراکندگی فونون‌ها در بلوردر نوع‌های عادی از حالت‌های ارزش که با استفاده از طیف‌سنجی همبستگی فوتون، یا پراکندگی نور پویا شناسایی شدند. این تکنیک بستگی به آرامش یا زوال غلظت (یا چگالی) نوسانات دارد. اغلب با حالت طولی در برد فارابی منتهی در ارتباط هستند، یک افزایش چشمگیر در سرعت موج صوتی با عامل ۲٫۵ در گرار ستختاری از مایع کلوئیذی به جامد کلوئیدی مشاهده شده‌است.

### میزان رشد
پراکندگی نور لیزر زاویه کوچک اطلاعاتی راجع به نوسانات چگالی فضایی یا شکل رشد دانه‌های کریستال تأمین کرده‌است. به علاوه، اسکن لیزرزی کونفوکال برای مشاهده رشد کریستال نزدیک یک سطح شیشه‌ای استفاده شده‌است. امواج برشی الکترو نوری از یک پالس AC ناشی شده‌اند، و با طیف‌سنجی بازتاب نظارت شده‌است. سینتیک تبلور کلوئیدی از لحاظ کمی اندازه‌گیری شده‌است. به‌طور مشابه، میزان رشد برای کاهش خطی با افزایش چگالی متقابل نمایش داده شده‌است.

### ریز جاذبه
آزمایش‌های انجام داده شده راجع به جاذبه در شاتل فضایی کلومبیا اشاره می‌کند که ساختار مکعب شکل چهره محور ممکن است به فشارهای گرانشی به وجود آمده باشد. بلورها تمایل دارند تا ساختار HCP را تنها نشان دهد؛ در تناقض با ترکیب (RHCP) وبسته بندی مکعب‌های چهره محور، وقتی زمان کافی برای دسترسی به تعادل مکانیکی تحت نیروهای گرانشی زمین به آن داده شده‌است به آن داده شده‌است. نمونه‌های کلوئیدی شیشه‌ای در گرانش طی کمتر از دو هفته متبلور شدند.

## لایه‌های نازک
شبکه‌های دو بعدی نیمه منظم با استفاده از میکروسکوپ چشمی مطالعه شده‌اند، مانند نمون‌های جمعاوری شده در سطوح الکترود. میکروسکوپ دیجیال ویدیو وجود یک فاز تعادل هگزاتیک را فاش می‌کند. این مشاهدات با این توصیف که ذوب ممکن است طی رها کردن جفت دررفتگی شبکه انجام گیرد همخوانی دارد.

### رشته طولانی
رشته طولانی در لایه‌های نازک مایعات کلوئیدی زیر روغن مشاهده شده‌است. نقص‌های ساختاری در فاز جامد منظم و رابط فازهای جامد و مایع دیده شده‌است. نقص شبکه موبایل در بازتاب‌های برگ به علت تلفیق امواج نوری در محدوده فشار نقص و انرژی فشاری الاستیک ذخیره شده‌است مشاهده شده‌اند.

### نقص‌های شبکه موبایل
تمام آزمایش‌های حداقل به یک نتیحه یکسان منتهی شدند: بلورهای کلوئیدی ممکن است در واقع مقلد زیرساهختارهای اتمی شان در مقیاس طولی و زمانی مناسب باشند. طبق گزارش، نقص‌ها با اسنفاده از میکروسکوپ چشمی با یک چشم به هم زدن در لایه‌های نازک بلورهای کلویدی زیر روغن تشششع کردند ولی بررسی کمی میزان انتشار آن یک چالش کاملاً متفاوت را نشان می‌دهد که به اندازه‌ای نزدیک سرعت نور اندازه‌گیری شده‌است.

## بلورها با پایه کلوئیدی غیرکروی
لایه‌های نازک بلورین از کلوئیدهای غیرکروی با استفاده از روش‌های منتاژ همرفتی تولید شده بودند. شکل‌های کلوئیدی، دمبل، نمیکره، دیسک، و استوانه‌ای را شامل می‌شود. فاازهای هر دو بلورهای خالص بلوری و پلاستیکی، وابسته به نسبت ابعاد ذره کلوئیدی می‌توانست تولید شود/ ذرات هم به صورت ساختار دو بعدی و هم ساختار سه بعدی متبلور شده‌اند. شبکه مشاهده شده و جهت ذره به صورت تجربی یک بدن از کار نظری روی فازهای فشرده شده از اشیاء غیرکروی را تأیید می‌کند. مونتاژ بلورهای کلوئیدی غیرکروی همچنین می‌تواند با استفاده از میدان‌های الکتریکی انجام شود.

## کاربردها

### فوتونیک‌ها
از لحاظ فناوری، بلورهای کلوئیدی در دنیای نورشناسی کاربردهایی مثل مواد PBG پیدا کرده‌اند. اپال مصنوعی و همچنین تنظیمات اوپال معکوس یا به‌طور طبیعی، یا با اعمال نیرو شکل می‌گیرند که هردو به نتیجه یکسان منجر می‌شوند: ساختارهای طولانی منظم که یک انکسار ساینده برای امواج نوری از طول نوری قابل مقایسه با اندازه ذره را ارئه می‌دهد.
مواد PBG از کامپوزیت‌های نیمه هادی-پلیمر-اوپال تشکیل شده‌اند، که معمولاً شبکه منظم را برای ساختن یک آرایه منظم از منافذ که بعد حذف یا تجزیه ذرات اولیه باقی ماندند استفاده می‌کنند. ساختارهای تو خالی کندوی عسل یک ضریب شکست مناسب که برای فیلترهای منتخب کافی می‌باشد. مایعات شاخص متغیر یا بلورهای مایع که در شبکه تزریق شده‌اند نسبت و شکاف باند را تغییر می‌دهند.
چنین دستگاه‌های حساس به فرکانس ممکن الست برای تعویض چشایی و فیلترهای منتخب فرکانس در فرابنفش، مرئی یا بخش مادون قرمز از طیف او همچنسن کارامدی بیشترآنتن در مایکروویو و فرکانس‌های موج میلی‌متری ایده‌آل باشند.

### خودمونتاژی
خودمنتاژی در کاربرد علم مدرن یک لغت رایج است که تجمع خود به خود ذرات بدون تأثیر نیروهای خارجی را توصیف می‌کند. تعداد زیادی از این ذرات خود به خود به حالت تعادلی ترمودینامیکی شکل می‌دهند که از لحاظ ساختاری، آرایه‌های به خوبی تعریف شد هستند که کاملاً یاداور یکی از ۷ سیستم بلوری پیدا شده در متالورژی و کانی‌شناسی هستند. تفاوت اساسی در ساختار تعادلی میزان فضایی واحد سلول در هر مورد خاص قرار دارد.
خود منتاژی مولکولی بسیار در سیستم‌های بیولوژیکی یافت می‌شود که شامل که پایه تنوع وسیعی از ساختارهای بیولوژیکی پیچیده است که شامل پیدایش طبقه بیومتریال‌هایی که از لحاظ مکانیکی برتر هستند و براساس امکانات و طرح‌های موجود در طبیعت هستند هستند نیز می‌باشد. علاوه بر این، خودمنتاژی نیز خود را به عنوان یک استراتژی جدید در سنتز شیمی و نانوتکنولوژی نشان می‌دهد. بلورهای مکولکولی، بلورهای مایع، کلوئیدها، میسل‌ها، امولسیون‌ها، پلیمرهای فاز جدا، لایه‌های نازک و تک لایه‌های خودمنتاژ همگی مثال‌هایی از انواع ساختارهای خیلی منظم را نشان می‌دهند که با استفاده از این تکنیک‌ها به دست می‌آید. ویژگی متمایز این روش‌ها تنظیم خود است.